# Cleòmenes el jove
Cleòmenes el jove (en llatí Cleomenes, en grec antic Κλεομένης "Kleoménes") fou un escultor probablement grec que va fer una estàtua molt admirada però sense gaire vida, coneguda amb el nom de Germànic sense gaire fonament, avui dia al Louvre. Representa a un orador romà amb la mà dreta aixecada i com a atribut una tortuga als seus peus, cosa que el relacionaria amb Mercuri.
L'estàtua porta la inscripció: ΚΛΕΟΜΕΝΗΣ ΚΛΕΟΜΕΝΟΥΣ ΑΘΗΝΑΙΟΣΕ ΠΟΙΗΣΕΝ, o sigui que diu que era fill de l'escultor Cleòmenes. Se suposa que va viure aproximadament cap a l'any 200 aC, probablement després de la batalla de Cinoscèfales, ja que difícilment un grec hauria fet una estàtua d'un romà amb elements divins abans de les Guerres macedòniques.
Existeix una altra obra amb el nom de Cleòmenes, un baix relleu conservat a Florència, molt ben fet, que porta la inscripció "ΚΛΕΟΜΕΝΗΣ ΕΠΟΙΕΙ". Representa la història d'Alcestis. No se sap si era d'aquest Cleòmenes o del seu pare, o d'un altre Cleòmenes no documentat.